# 12-та паралель північної широти
12-та паралель північної широти — лінія широти, що лежить на 12 градусів північніше земної екваторіальної площини. Вона проходить через Африку, Індійський океан, Південну Азію, Південно-Східну Азію, Тихий океан, Центральну Америку, Південну Америку, Кариби та Атлантичний океан.
На цій широті під час літнього сонцестояння сонце видно 12 годин 50 хвилин, а під час зимового сонцестояння — 11 годин 25 хвилин.

## Список географічних об'єктів, що перетинає 12° пн. ш.
Починаючи з Гринвіцького меридіану та рухаючись на схід, 12-та паралель північної широти проходить через:
| Координати                                                   | Країна, територія або море | Примітки |
| ------------------------------------------------------------ | -------------------------- | --- |
| 12°0′ пн. ш. 0°0′ сх. д. / 12.000° пн. ш. 0.000° сх. д.      | Буркіна-Фасо               | |
| 12°0′ пн. ш. 2°19′ сх. д. / 12.000° пн. ш. 2.317° сх. д.     | Нігер                      | Приблизно на 15 км |
| 12°0′ пн. ш. 2°28′ сх. д. / 12.000° пн. ш. 2.467° сх. д.     | Бенін                      | |
| 12°0′ пн. ш. 3°15′ сх. д. / 12.000° пн. ш. 3.250° сх. д.     | Нігер                      | |
| 12°0′ пн. ш. 3°40′ сх. д. / 12.000° пн. ш. 3.667° сх. д.     | Нігерія                    | Проходить через Кано |
| 12°0′ пн. ш. 14°38′ сх. д. / 12.000° пн. ш. 14.633° сх. д.   | Камерун                    | |
| 12°0′ пн. ш. 15°5′ сх. д. / 12.000° пн. ш. 15.083° сх. д.    | Чад                        | Проходить південніше Нджамени |
| 12°0′ пн. ш. 22°37′ сх. д. / 12.000° пн. ш. 22.617° сх. д.   | Судан                      | |
| 12°0′ пн. ш. 32°45′ сх. д. / 12.000° пн. ш. 32.750° сх. д.   | Південний Судан            | |
| 12°0′ пн. ш. 33°13′ сх. д. / 12.000° пн. ш. 33.217° сх. д.   | Судан                      | |
| 12°0′ пн. ш. 35°18′ сх. д. / 12.000° пн. ш. 35.300° сх. д.   | Ефіопія                    | Проходить через озеро Тана |
| 12°0′ пн. ш. 42°5′ сх. д. / 12.000° пн. ш. 42.083° сх. д.    | Джибуті                    | |
| 12°0′ пн. ш. 43°23′ сх. д. / 12.000° пн. ш. 43.383° сх. д.   | Індійський океан           | Аденська затока — проходить північніше лагуни Алула[en], крайньої північної точки Сомалі Аравійське море — проходить південніше архіпелага Сокотра, Ємен |
| 12°0′ пн. ш. 75°15′ сх. д. / 12.000° пн. ш. 75.250° сх. д.   | Індія                      | Керала Карнатака Тамілнад Пудучеррі — приблизно на 4 км Тамілнад |
| 12°0′ пн. ш. 79°51′ сх. д. / 12.000° пн. ш. 79.850° сх. д.   | Індійський океан           | Бенгальська затока |
| 12°0′ пн. ш. 92°37′ сх. д. / 12.000° пн. ш. 92.617° сх. д.   | Індія                      | Проходить через острови Південний Андаман та Хавелок[en] (Андаманські і Нікобарські острови) |
| 12°0′ пн. ш. 93°1′ сх. д. / 12.000° пн. ш. 93.017° сх. д.    | Індійський океан           | Андаманське море |
| 12°0′ пн. ш. 97°44′ сх. д. / 12.000° пн. ш. 97.733° сх. д.   | М'янма                     | Проходить через острови М'єй[en] і материк |
| 12°0′ пн. ш. 99°35′ сх. д. / 12.000° пн. ш. 99.583° сх. д.   | Таїланд                    | Прачуапкхірікхан |
| 12°0′ пн. ш. 99°52′ сх. д. / 12.000° пн. ш. 99.867° сх. д.   | Сіамська затока            | |
| 12°0′ пн. ш. 102°18′ сх. д. / 12.000° пн. ш. 102.300° сх. д. | Таїланд                    | Проходить через острів Чанг |
| 12°0′ пн. ш. 102°25′ сх. д. / 12.000° пн. ш. 102.417° сх. д. | Сіамська затока            | |
| 12°0′ пн. ш. 102°46′ сх. д. / 12.000° пн. ш. 102.767° сх. д. | Таїланд                    | Трат — приблизно на 1 км |
| 12°0′ пн. ш. 102°47′ сх. д. / 12.000° пн. ш. 102.783° сх. д. | Камбоджа                   | |
| 12°0′ пн. ш. 106°45′ сх. д. / 12.000° пн. ш. 106.750° сх. д. | В'єтнам                    | |
| 12°0′ пн. ш. 109°14′ сх. д. / 12.000° пн. ш. 109.233° сх. д. | Південнокитайське море     | Проходить північніше острова Куліон[en], Філіппіни |
| 12°0′ пн. ш. 120°1′ сх. д. / 12.000° пн. ш. 120.017° сх. д.  | Філіппіни                  | Проходить через острів Бусуанга |
| 12°0′ пн. ш. 120°20′ сх. д. / 12.000° пн. ш. 120.333° сх. д. | Море Сулу                  | |
| 12°0′ пн. ш. 121°22′ сх. д. / 12.000° пн. ш. 121.367° сх. д. | Філіппіни                  | Проходить через острів Семірара[en] |
| 12°0′ пн. ш. 121°24′ сх. д. / 12.000° пн. ш. 121.400° сх. д. | Море Сулу                  | Проходить північніше острова Молокамбок, Філіппіни Проходить північніше острова Боракай, Філіппіни |
| 12°0′ пн. ш. 121°55′ сх. д. / 12.000° пн. ш. 121.917° сх. д. | Море Сібуян                | |
| 12°0′ пн. ш. 123°11′ сх. д. / 12.000° пн. ш. 123.183° сх. д. | Філіппіни                  | Проходить через острів Масбате |
| 12°0′ пн. ш. 123°15′ сх. д. / 12.000° пн. ш. 123.250° сх. д. | Море Вісаян                | Затока Асід |
| 12°0′ пн. ш. 123°43′ сх. д. / 12.000° пн. ш. 123.717° сх. д. | Філіппіни                  | Проходить через острів Масбате |
| 12°0′ пн. ш. 124°2′ сх. д. / 12.000° пн. ш. 124.033° сх. д.  | Море Самар                 | Проходить південніше острова Тагапул-ан[en], Філіппіни Проходить північніше острова Альмагро[de], Філіппіни Проходить північніше острова Камандаг[de], Філіппіни |
| 12°0′ пн. ш. 124°41′ сх. д. / 12.000° пн. ш. 124.683° сх. д. | Філіппіни                  | Проходить через острів Самар |
| 12°0′ пн. ш. 125°28′ сх. д. / 12.000° пн. ш. 125.467° сх. д. | Тихий океан                | Проходить північніше атола Еніветок, Маршаллові Острови Проходить північніше атола Бікіні, Маршаллові Острови Проходить південніше атола Бікар[en], Маршаллові Острови |
| 12°0′ пн. ш. 86°41′ зх. д. / 12.000° пн. ш. 86.683° зх. д.   | Нікарагуа                  | Проходить через озеро Нікарагуа |
| 12°0′ пн. ш. 83°46′ зх. д. / 12.000° пн. ш. 83.767° зх. д.   | Карибське море             | Проходить південніше островів Корн, Нікарагуа Проходить південніше островів Кайо-Альбукерке[es], Колумбія |
| 12°0′ пн. ш. 72°11′ зх. д. / 12.000° пн. ш. 72.183° зх. д.   | Колумбія                   | Проходить через півострів Гуахіра |
| 12°0′ пн. ш. 71°9′ зх. д. / 12.000° пн. ш. 71.150° зх. д.    | Карибське море             | Венесуельська затока |
| 12°0′ пн. ш. 70°15′ зх. д. / 12.000° пн. ш. 70.250° зх. д.   | Венесуела                  | Проходить через півострів Парагуана |
| 12°0′ пн. ш. 69°49′ зх. д. / 12.000° пн. ш. 69.817° зх. д.   | Карибське море             | Проходить між островами Кюрасао та Малий Кюрасао, Кюрасао Проходить південніше острова Бонайре, Нідерланди Проходить північніше архіпелага Лас-Авес, Венесуела Проходить північніше архіпелага Лос-Рокес, Венесуела Проходить північніше острова Ла-Орчіла, Венесуела Проходить північніше острова Ла-Бланкілья, Венесуела |
| 12°0′ пн. ш. 61°48′ зх. д. / 12.000° пн. ш. 61.800° зх. д.   | Гренада                    | Проходить через острів Гренада |
| 12°0′ пн. ш. 61°42′ зх. д. / 12.000° пн. ш. 61.700° зх. д.   | Атлантичний океан          | |
| 12°0′ пн. ш. 16°20′ зх. д. / 12.000° пн. ш. 16.333° зх. д.   | Гвінея-Бісау               | |
| 12°0′ пн. ш. 13°42′ зх. д. / 12.000° пн. ш. 13.700° зх. д.   | Гвінея                     | |
| 12°0′ пн. ш. 11°16′ зх. д. / 12.000° пн. ш. 11.267° зх. д.   | Малі                       | Приблизно на 3 км |
| 12°0′ пн. ш. 11°14′ зх. д. / 12.000° пн. ш. 11.233° зх. д.   | Гвінея                     | |
| 12°0′ пн. ш. 10°46′ зх. д. / 12.000° пн. ш. 10.767° зх. д.   | Малі                       | |
| 12°0′ пн. ш. 10°34′ зх. д. / 12.000° пн. ш. 10.567° зх. д.   | Гвінея                     | |
| 12°0′ пн. ш. 8°48′ зх. д. / 12.000° пн. ш. 8.800° зх. д.     | Малі                       | |
| 12°0′ пн. ш. 4°55′ зх. д. / 12.000° пн. ш. 4.917° зх. д.     | Буркіна-Фасо               | |
| 12°0′ пн. ш. 4°45′ зх. д. / 12.000° пн. ш. 4.750° зх. д.     | Малі                       | Приблизно на 1 км |
| 12°0′ пн. ш. 4°44′ зх. д. / 12.000° пн. ш. 4.733° зх. д.     | Буркіна-Фасо               | |